# Timomatic
Tim Omaji, mais conhecido por seu nome artístico Timomatic, é um cantor-compositor, dançarino, coreografo e produtor musical nigeriano. Ganhou notoriedade ao participar do programa de talentos So You Think You Can Dance Australia de 2009, em que ocupou a sétima posição nas exibições finais. Em 2011, participou da quinta edição do Australia's Got Talent, ficando na terceira colocação final. No mesmo ano, assinou contrato com a Sony Music Austrália e lançou seu primeiro single, "Set It Off",  em novembro de 2011, que ocupou a segunda posição na lista de faixas mais exitosas da Austrália e foi certificado como tripla platina pela Australian Recording Industry Association (ARIA).

## Discografia

### Álbuns de estúdio
| Welcome - Lancamento: 12 de maio de 2011 - Formatos: download digital                                           | — |  |
| Timomatic - Lançamento: 24 de agosto de 2012 - Formatos: CD, download digital - Gravadora: Sony Music Austrália | 3 |  |
| "—" denotes a recording that did not chart or was not released in that territory.                               |   |  |

### Singles
| 2011                                                                              | "Set It Off"          | 2  | 14 | - ARIA: 3× Platina - RIANZ: Ouro | Timomatic |
| 2012                                                                              | "If Looks Could Kill" | 8  | —  | - ARIA: 2× Platina               | Timomatic |
| 2012                                                                              | "Can You Feel It"     | 18 | —  | - ARIA: Ouro                     | Timomatic |
| 2012                                                                              | "Incredible"          | 18 | 17 |                                  | Timomatic |
| "—" denotes a recording that did not chart or was not released in that territory. |                       |    |    |                                  |           |

### Singlespromocionais
| Ano  | Título                | Álbum   |
| ---- | --------------------- | ------- |
| 2011 | "Save the Dancefloor" | Welcome |